# Hypoleria jamariensis
Hypoleria jamariensis är en fjärilsart som beskrevs av Ferreira D'almeida 1951. Hypoleria jamariensis ingår i släktet Hypoleria och familjen praktfjärilar. Inga underarter finns listade i Catalogue of Life.